# Деска
Деска (мађ. Deszk) је село у близини Сегедина, жупанија Чонград-Чанад у Мађарској. По последњем попису из 2001. године село има 3.537 становника.
Деска је значајна за српску заједницу у Мађарској као значајно место са српским живљем (преко 5%).

## Географске одлике
Насеље Деска налази на 9 km источно од Сегедина ка граду Мако. Деска је једно од неколико насеља, која се налазе у мађарском, крајње северном делу Баната, близу реке Мориш.
Село је познато по присутности српске мањине, која чини 4,9% сеоског становништва по задњем попису. Из два црквена пописа, 1847. и 1867. године види се да је број православа драстично опао: са 1735 спао је на 1547 душа. Срби су 1910. године у селу чинили половину становништва. У селу постоји српска православна црква, као и основна школа на српском језику. Такође, месни Срби и даље чувају свој језик и обичаје.

## Историја Срба у месту
Село се под данашњим називом први пут спомиње 1490. године, а назив је вероватно настао од старог мађарског имена латинског порекла Desiderius. Постојало је то место у 15. веку као спахилук Ђурђа Бранковића. Под Турцима 1660. године Деска постоји, јер су у њу свратили калуђери из српског манастира Пећке патријаршије. Тада су записани Срби мештани дародавци: домаћин Пеја (код кога су коначили), поп Радован и поп Петко; село као колектив скупило је још 1000 аспри. Срби се опет досељавају 1746. године.
Деска је 1764. године православна парохија Чанадског протопрезвирата. По аустријском царском ревизору Ерлеру 1774. године место је у склопу Тамишког округа, Чанадског дистрикта. Становништво је било искључиво српско. Када је 1797. године пописан православни клир ту су два свештеника. Пароси, поп Симеон Момировић (рукоп. 1767) и поп Јован Старчевић (1782) говорили су српским и румунским језиком.
Српска православна црква подигнута је 1859. године и много је старија од римокатоличке (1904. године).
Године 1905. Деска је велика општина у турскокањишком срезу. Ту живи 2925 становника у 494 дома, а Срби су у малој већини над Мађарима. Православних душа Срба има 1666 или 57%, са 300 кућа. Од српских јавних здања ту је православна црква и две народне школе. У месту је пошта а брзојав је у Сиригу.
После Првог светског рата већи део српског становништва (које је тада чинило око половине укупног становништва) се иселио у српске делове новоформиране Краљевине Срба, Хрвата и Словенаца.
У Дески је 1925. године велики посед имао барон Герлицеји, а тамошњи Срби са 900 душа у 130 домова, држали су само 1000 јутара земље. Нису имали Срби изгледну животну перспективу у мађарској држави, близу југословенске границе. Постојала је црква али без свештеника.

## Црква и школа
Српска православна црква је зидана 1856-1859. године, јер је претходна страдала током мађарске буне. Посвећена је празнику Преображенију. Торањ је призидан 1863. године. Темпло је осликао 1900. године сликар Душан Алексић, као и неки Николић. Црквена општина постоји у месту, а православна парохија је треће платежне класе (1905). Парохијско звање је обновљено након Мађарске буне 1851. године, и од тада се воде црквене матрикуле. За градњу парохијског дома у месту, Угарско министарство вероисповести је 1870. године дала прилог 250 ф.
Биографије славних људи набавили су 1807. године у Дески, поп Јован Старчевић парох и Јован Момировић јерођакон. Дешчани који купују српску књигу 1843. године, су „први људи” села: Адам Живковић парох и школски управитељ, Урош Поповић учитељ и Петар Петровић администратор парохије. Учитељска плата у народној школи у Дески је 1874. године са 210 ф. годишње била примамљива. Мита Зорић је тада био привремени учитељ, а парох месни поп Милан Крајован. Српску књигу и наредне 1844. године прибавља опет поп Петар Петровић. Године 1847. у Дески су пароси Андреј Новковић и Петар Петровић. Немачку граматику „за Србе”, коју је саставио Евгеније Ђурковић 1851. године, купили су пренумеранти из Деске: месна Општина за децу, поп Светозар Стакић администратор парохије, Јован Стејић општински бележник и Тома Туцаковић учитељ. Парох Милан Крајовић прибавио је 1872. године Вуков немачко-српски речник. Стечај за упражњено место пароха у Дески расписан је 1893. године. Јован Гавриловић парох у Дески је 1902. године био изабран за посланика за предстојећи црквено-народни сабор у Карловцима. Заступник је иначе удаљених изборних срезова - панчевачког и перлеског. Године 1905. у месту је редовна црквена скупштина под председништвом Шандора Станчића. Постоји парохијски дом и парохијска сесија од 32 кј. земље. Црквено-општински посед је дупло већи и износи 68 кј. земље. Парох Гавриловић је родом из Врањева, у месту служи већ 13 година.
За Школски фонд општина Деска је приложила 1867. године 8 ф. За народног учитеља у Дески постављен је 1868. године Миша Кнежевић. Постављени су 1869. године нови учитељ у Дески, уместо одлазећег Михаила Кнежевића (ту од 1865), долази као привремени Прока Крстпогачин. Тражио се и 1880. учитељ у Дески, плата 400 ф. плус додаци и смештај. Добио декрет 1882. године учитељ Гавра Грбић у Дески. Већ следеће године 1883. оде Грбић у Стари Врбас па је расписан нови стечај, са основном платом од 400 ф., четири ланце добре ораће земље (али плаћа сам порез), стан са два шпајза, подрумом и бунаром, те башта, огрев у слами. Одбијен је 1884. године Румун учитељ Јосиф Агрима, јер је не само најлошији кандидат него и нестручан, јер је оспособљен само за мешовите школе, а у Дески је чисто српска школа. Стечај за учитеља у Дески 1887. године отворен, за плату од 400 ф. Изабран беше учитељ Миличићко Обзирски. Расписан је јуна 1898. године стечај за упражњено место учитељице првог и другог разреда мешовите школе у Дески, за плату 300 ф. Требало је до 1900. године да се оправити или направити нова школска зграда. Женска школска зграда у Дески није прописно грађена и удешена, каже се 1905. године. Редовну наставу 1905. године похађа 145 ђака. а у пофторну школу иде 54 ученика старијег узраста. Учитељско тело у школи у Дески чине 1907. године: Платон Подградски родом из Новог Сада(ту са декретом, од 1888.) и Софија Подградски рођ. Драгојев родом из Црепаје (добила декрет 1895). Учитељ Подградски се бавио и књижевношћу. Треба у Дески да се 1908. године отвори трећа школа.
Године 1925. Срби у Десци су још имали у свом поседу 1000 јутара земље. А било их је 900 душа у 130 кућа. Српска православна црква није имала свештеника. Међутим бивши учитељ и национални радник из Сегедина, Јанко Ћосић се „запопио” 1923. године две године водио парохију у Дески, али је 1925. године умро. Мађаризација је све више узимала маха, јер није било српског утицаја. Унук богатог Дешчанина Ђуре Стевановог је постао „Штефанов Ђури”... У 1937. се помиње школа али и да су библиотека и читаоница који су се налазили у истој згради раније забрањени.

## Савремено доба
Почетком 21. века у Дески је у центру српска православна Преображенска црква. Грађена је у стилу неокласицизма 1859. године. Српско православно гробље се налази у јужном делу насеља, и власништво је српске црквене општине. Иако је затворено седамдесетих година, добро се пази и одржава, ограђено са новом капијом. Вероватно постоји од средњег века. После затварања српског гробља, отворена је православна парцела на месном општем гробљу. У месту ради Српски центар „Свети Сава” који организује културно-национални програм у месту. Било је 2013. године у Дески 43 српска домаћинства.